# Проспект Строителей (Мариуполь)
Проспе́кт Строи́телей (укр. Проспект Будівельників) — одна из центральных улиц Мариуполя, располагается в северо-южном направлении от реки Зинцева Балка (в Приморском районе) до жилого массива «Западный» (Центральный район). Протяжённость — 5,5 км.

## История
Застройка современного проспекта началась только в середине 1960-х годов с возведением администрацией морского порта ряда двух- и трёхэтажных домов: назвали улицу Сестрорецкой. Проспект был переименован и застроен панельными пятиэтажными домами на промежутке пер. Днепропетровский — ул. Бахчиванджи лишь в конце 1960-х годов. С начала 1970-х годов северная часть проспекта (сейчас 17-й микрорайон) застраивалась типовыми панельными девятиэтажками.
Сейчас практически на всём протяжении проспект застроен многоэтажными жилыми микрорайонами.
Проспект Строителей севернее Мариупольского государственного университета, между переулком Трамвайным и улицей Матросова (включая пересечение с улицей Митрополитской), прерывается участком частного сектора, который официально именуется улицей Аэродромной.

## Достопримечательности
- Морская академия
- Дом юстиции: прокуратура и суд Приморского района
- Универмаг «1000 мелочей»
- Кинотеатр «Лукоморье»
- Здание греческого культурного центра
- Мариупольский государственный университет (ранее — Дом политпросвещения)
- Кинотеатр «Савона»
- Коммерческое училище
- Училище милиции
- Подразделение Мастер строй ЮГ (Ранее база СУ-118)
- Общежитие Азовского Морского Института «ОНМА»
- Мариупольский Морской Лицей по адресу Проспект Строителей 28а — 30
- Проспект Строителей 39 (ранее Детская Библиотека)
- Телеканал «Сигма»
- Торговый дом и рынок «Застава»
- Торговый центр «Абсолют» (ранее Торговый центр «Югвнешторг»)
- Торговый центр «Обжора»
- Филиал оператора сотовой связи «Киевстар»
- Бизнес-Центр
- Донецкая Торгово-Промышленная Палата
- Галерея мебели «Ri Al»
- Магазин «АТБ»
- Магазин «C&C»

## Пересечения с улицами
- пер. Черноморский (по нечётную сторону)
- пер. Днепропетровский
- ул. Кронштадтская
- проезд Днепропетровский (по чётную сторону)
- ул. Ростовская
- ул. Лавицкого
- ул. Бахчиванджи
- ул. Итальянская (по нечётную сторону)
- просп. Мира
- бул. 221-й Стрелковой дивизии
- пер. Трамвайный
- ул. Митрополитская
- ул. Матросова
- ул. Троицкая
- бульв. Шевченко
- ул. Бахмутская (по нечётную сторону)
- ул. Филиппа Орлика
- ул. Гранитная